# Gnetucleistol D
Gnetucleistol D es un estilbenoide que se encuentra en la hierba de China Gnetum cleistostachyum.